# فضل أباد (فخرود)
فضل أباد (بالفارسية: فضل‌آباد) هي مستوطنة تقع في إيران في قسم فخرود الريفي. يقدر عدد سكانها بـ 170 نسمة بحسب إحصاء 2016.